# Читтур (округ)
Читтур (телугу చిత్తూరు జిల్లా; англ. Chittoor) — округ на юге индийского штата Андхра-Прадеш. Образован в 1911 году. Административный центр — город Читтур. Площадь округа — 15 151 км². По данным всеиндийской переписи 2001 года население округа составляло 3 745 875 человек. Уровень грамотности взрослого населения составлял 66,8 %, что выше среднеиндийского уровня (59,5 %). Доля городского населения составляла 21,7 %. На территории округа расположены популярные места паломничества индуизма Тирупати и Шрикалахасти.
4 апреля 2022 года из прибрежной части образован округ Тирупати (включающий космодром).